# Sopot Festival 1970
Sopot Festival 1970 – 10. edycja festiwalu muzycznego odbywającego się w sopockiej Operze Leśnej. Festiwal został zorganizowany w dniach 27–30 sierpnia 1970 roku, a prowadzili go Irena Dziedzic, Helga Vlahovic, Lucjan Kydryński i Wacław Przybylski. Wygrał Kanadyjczyk Robert Charlebois z piosenką „Ordinaire”.

## Zwycięzca dnia międzynarodowego
W trakcie jubileuszowej X. edycji sopockiego festiwalu, nagrodę główną przyznano Robertowi Charlebois z Kanady. Piosenkarz był tak zaskoczony, że postanowił się zrewanżować. W obecności telewizyjnych kamer muzyk przekazał dyrygentowi Henrykowi Debichowi własny zegarek. Wówczas dyrygent natychmiast zdjął z ręki i następnie przekazał Kanadyjczykowi swój zegarek. Publiczność jednak uznała tę sytuację za wcześniej wyreżyserowaną.

## Półfinał (dzień płytowy)
|    | Kraj            | Język             | Wykonawca                  | Tytuł | Miejsce | Punkty |
| -- | --------------- | ----------------- | -------------------------- | ----- | ------- | ------ |
| 01 | ZSRR            | rosyjski          | Walentin Bagłajenko        |       | 6       | 10     |
| 02 | RFN             | niemiecki         | Gaby Berger                |       | 9       | 4      |
| 03 | Wielka Brytania | angielski         | Christie                   |       | 1       | 24     |
| 04 | Rumunia         | rumuński          | Luminita Dobrescu          |       | 9       | 4      |
| 05 | NRD             | niemiecki         | Chris Dork & Frank Schobel |       | 9       | 4      |
| 06 | Hiszpania       | hiszpański        | Manolo Escobar             |       | 2       | 20     |
| 07 | Włochy          | włoski            | Farida                     |       | 4       | 14     |
| 08 | Węgry           | węgierski         | Tamas Hacki & Ex Antiguis  |       | 9       | 4      |
| 09 | Holandia        | niderlandzki      | The Hearts of Soul         |       | 9       | 4      |
| 10 | Francja         | francuski         | Los Inkas                  |       | 9       | 4      |
| 11 | Francja         | francuski         | Philippe Lavil             |       | 9       | 4      |
| 12 | Wielka Brytania | angielski         | Barry Noble                |       | 9       | 4      |
| 13 | Polska          | polski            | No To Co                   |       | 5       | 12     |
| 14 | Czechosłowacja  | czeski            | Pavel Novak                |       | 9       | 4      |
| 15 | Kuba            | hiszpański        | Los Papinas                |       | 3       | 16     |
| 16 | Holandia        | niderlandzki      | Sandra                     |       | 9       | 4      |
| 17 | Jugosławia      | serbsko-chorwacki | Tim Twinkelberry           |       | 8       | 6      |

## Finał (dzień międzynarodowy)
|    | Kraj            | Język             | Wykonawca         | Tytuł                                 | Miejsce | Punkty |
| -- | --------------- | ----------------- | ----------------- | ------------------------------------- | ------- | ------ |
| 01 | NRD             | niemiecki         | Rosemarie Ambe    | „Blasmusik ist Balsam für die Ohren”  | 18      | 8      |
| 02 | Bułgaria        | bułgarski         | Emilia Markova    | „Kogato ti si otivash”                | 20      | 1      |
| 03 | Norwegia        | angielski         | Odd Borre         | „Lena”                                | 9       | 31     |
| 04 | RFN             | niemiecki         | Peggy March       | „Es war ein schones Jahr”             | 10      | 27     |
| 05 | Wielka Brytania | angielski         | Friday Brown      | „Be with me”                          | 8       | 32     |
| 06 | Austria         | niemiecki         | Marianne Mendt    | „I kann net lang mit dir bös’ sein”   | 5       | 36     |
| 07 | Szwajcaria      | francuski         | Michel Buhler     | „Helvétiquement vôtre”                | 12      | 23     |
| 08 | Hiszpania       | hiszpański        | Jaime Morey       | „Mis manos”                           | 12      | 23     |
| 09 | Francja         | francuski         | Nicole Croisille  | „Un homme et une femme”               | 4       | 37     |
| 10 | Luksemburg      | niemiecki         | Guy Narboni       | „L’Arbre du Village”                  | 19      | 5      |
| 11 | Kanada          | francuski         | Robert Charlebois | „Ordinaire”                           | 1       | 172    |
| 12 | ZSRR            | rosyjski          | Halina Nienasowa  |                                       | 7       | 33     |
| 13 | Finlandia       | hiszpański        | Tapio Heinonen    | „Monte verde”                         | 10      | 27     |
| 14 | Kuba            | hiszpański        | Leonora Rego      |                                       | 16      | 16     |
| 15 | Austria         | niemiecki         | Tonny Jeffrey     |                                       | 13      | 22     |
| 16 | Polska          | polski            | Maryla Rodowicz   | „Jadą wozy kolorowe”                  | 3       | 126    |
| 17 | Jugosławia      | serbsko-chorwacki | Tereza Kesovija   | „Zar ima nesto ljepse na tom svijetu” | 2       | 142    |
| 18 | Pakistan        | angielski         | Rocky Shahan      |                                       | 17      | 15     |
| 19 | Włochy          | angielski         | Kerima            | „This Night”                          | 14      | 18     |
| 20 | Rumunia         | niemiecki         | Doina Spataru     | „Mi- e drag de tine”                  | 15      | 17     |
| 21 | Polska          | polski            | Halina Kunicka    | „Orkiestry dęte”                      | 15      | 17     |
| 22 | Szwecja         | szwedzki          | Jerry Williams    |                                       | 11      | 26     |
| 23 | Czechosłowacja  | czeski            | Marcela Lajferowa |                                       | 6       | 34     |
| 24 | Węgry           | węgierski         | Sarolta Zalatnay  | „Ne Hidd El”                          | 14      | 18     |
| 25 | Holandia        | niderlandzki      | D.C. Lewis        |                                       | 15      | 17     |

## Jury
- Holandia: Paul Acket
- Finlandia: Raimo Henriksson
- Czechosłowacja: Stanisław Bachleda
- Węgry: Pal Keszler
- Hiszpania: Conchita Bautista
- RFN: Christine Kristoph
- Wielka Brytania: Kenneth Baynes
- Norwegia: Kristian Lindeman
- Polska: Henryk Czyż, Mirosław Dąbrowski, Jacek Dobierski, Witold Filler, Michał Rusinek, Roman Heising
- Austria: Tulian Mielnik, Robert Opratko
- NRD: Gert Natschinsky
- ZSRR: Andrej Eszpar
- Jugosławia: Fran Potocnjak
- Szwajcaria: Louis Rey
- Francja: Bernard Grenie
- Kanada: Laurier Hebert
- Kuba: Rafael Somavilla
- Szwecja: Lennart Weterholm

|                                                            | Głosy w finale         |          |           |                |    |    |    |                 |          |    |         |    |    |            |         |        |      |         |    |
| PUNKTY                                                     | Razem                  | Holandia | Finlandia | Czechosłowacja |    |    |    | Wielka Brytania | Norwegia |    | Austria |    |    | Szwajcaria | Francja | Kanada | Kuba | Szwecja |    |
| Uczestnicy                                                 | NRD                    | 8        | –         | –              | 3  | –  | –  | –               | –        | –  | 4       | –  | –  | 1          | –       | –      | –    | –       | 1  |
| Uczestnicy                                                 | Bułgaria               | 1        | –         | –              | –  | –  | –  | –               | –        | –  | –       | –  | –  | –          | –       | –      | –    | 1       | –  |
| Uczestnicy                                                 | Norwegia               | 31       | 4         | 4              | –  | –  | –  | –               | –        | 12 | –       | –  | –  | –          | –       | –      | –    | –       | 6  |
| Uczestnicy                                                 | RFN                    | 27       | –         | 2              | –  | –  | –  | 12              | –        | –  | –       | 1  | –  | –          | 2       | 4      | –    | –       | –  |
| Uczestnicy                                                 | Wielka Brytania        | 32       | 5         | –              | –  | –  | 3  | –               | 12       | 4  | –       | –  | –  | –          | –       | 3      | –    | –       | 2  |
| Uczestnicy                                                 | Austria Marianne Mendt | 36       | –         | –              | 5  | 5  | –  | 4               | –        | –  | –       | 12 | –  | 4          | 6       | –      | –    | –       | –  |
| Uczestnicy                                                 | Szwajcaria             | 23       | –         | –              | –  | –  | –  | –               | –        | –  | –       | 2  | –  | –          | 12      | 5      | 4    | –       | –  |
| Uczestnicy                                                 | Hiszpania              | 23       | –         | –              | –  | –  | 12 | –               | 4        | –  | –       | –  | –  | –          | –       | 2      | –    | 5       | –  |
| Uczestnicy                                                 | Francja                | 37       | –         | –              | –  | –  | 6  | 1               | 6        | –  | –       | –  | –  | –          | 3       | 12     | 5    | 4       | –  |
| Uczestnicy                                                 | Luksemburg             | 5        | –         | –              | –  | –  | –  | –               | –        | –  | –       | –  | –  | –          | –       | –      | 3    | 2       | –  |
| Uczestnicy                                                 | Kanada                 | 172      | 10        | 10             | 10 | 10 | 10 | 10              | 10       | 10 | 10      | 10 | 10 | 10         | 10      | 10     | 12   | 10      | 10 |
| Uczestnicy                                                 | ZSRR                   | 33       | 2         | 6              | 1  | 2  | 1  | –               | –        | 2  | 1       | –  | 12 | 1          | –       | –      | –    | –       | 4  |
| Uczestnicy                                                 | Finlandia              | 27       | 3         | 12             | –  | –  | –  | –               | –        | 5  | 2       | –  | 6  | –          | –       | –      | –    | –       | 5  |
| Uczestnicy                                                 | Kuba                   | 16       | –         | –              | –  | –  | 4  | –               | 2        | –  | –       | –  | –  | –          | –       | –      | 7    | 12      | –  |
| Uczestnicy                                                 | Austria Tonny Jeffrey  | 22       | –         | –              | 4  | 4  | –  | 3               | –        | –  | –       | 6  | –  | –          | 5       | –      | –    | –       | –  |
| Uczestnicy                                                 | Polska Maryla Rodowicz | 126      | 7         | 7              | 7  | 7  | 7  | 7               | 7        | 7  | 12      | 7  | 7  | 8          | 7       | 7      | 8    | 7       | 7  |
| Uczestnicy                                                 | Jugosławia             | 142      | 8         | 8              | 8  | 8  | 8  | 8               | 8        | 8  | 8       | 8  | 8  | 12         | 8       | 8      | 10   | 8       | 8  |
| Uczestnicy                                                 | Pakistan               | 15       | 1         | –              | –  | –  | 2  | –               | –        | –  | –       | –  | 1  | –          | –       | 1      | 6    | 6       | –  |
| Uczestnicy                                                 | Włochy                 | 18       | –         | –              | –  | –  | 5  | –               | –        | –  | –       | 3  | –  | 2          | 4       | 6      | 1    | –       | –  |
| Uczestnicy                                                 | Rumunia                | 17       | –         | –              | –  | 6  | –  | –               | –        | –  | –       | –  | 2  | 6          | –       | –      | 2    | 1       | –  |
| Uczestnicy                                                 | Polska Halina Kunicka  | 17       | –         | 5              | 2  | 1  | –  | 6               | –        | 1  | 7       | –  | 5  | –          | –       | –      | –    | –       | 3  |
| Uczestnicy                                                 | Szwecja                | 26       | –         | 3              | –  | –  | –  | 2               | –        | 6  | 3       | –  | –  | –          | –       | –      | –    | –       | 12 |
| Uczestnicy                                                 | Czechosłowacja         | 34       | –         | –              | 12 | 3  | –  | 5               | –        | –  | 5       | 5  | 4  | –          | –       | –      | –    | –       | –  |
| Uczestnicy                                                 | Węgry                  | 18       | –         | –              | 6  | 12 | –  | –               | –        | –  | –       | 4  | 3  | 5          | –       | –      | –    | –       | –  |
| Uczestnicy                                                 | Holandia               | 17       | 12        | 1              | –  | –  | –  | –               | 1        | 3  | –       | –  | –  | –          | –       | –      | –    | –       | –  |
| Kraje w tabeli są uporządkowane w kolejności występowania. |                        |          |           |                |    |    |    |                 |          |    |         |    |    |            |         |        |      |         |    |